# Jamai Loman
Jamai Johannes Loman (Gouda, 30 juni 1986) is een Nederlands zanger, musicalacteur en presentator. Hij was in 2003 de winnaar van het televisieprogramma Idols.

## Biografie
Loman werd geboren in Gouda, met een Nederlandse vader en een Indische moeder. Hij groeide met zijn twee oudere zussen op in de stad Schoonhoven. Hij deed mee aan enkele schoolmusicals en speelde als toetsenist bij een schoolband genaamd 8CC.

### Personalia
Eind 2003 bevestigde Loman in het radioprogramma van Ruud de Wild de vermoedens dat hij homoseksueel is. Hij verklaarde een relatie te hebben met Boris Schreurs, een van zijn dansers. Daarna had hij geruime tijd een relatie met Ron Link. In november 2008 ging het stel, na bijna twee jaar samen te zijn geweest, uit elkaar. Loman kreeg in 2010 een relatie met acteur Michael Muller. Deze relatie eindigde na ruim twee jaar in april 2012. Met tussenpozen is het stel echter tot op heden nog bij elkaar (2024).
In 2018 heeft Loman een niertransplantatie ondergaan als het gevolg van nierfalen.

## Carrière

### Idols
Lomans carrière begon toen hij meedeed met het eerste seizoen van Idols. Hij zat samen met Jim Bakkum in de finale. Met 75 procent van alle stemmen werd Loman de winnaar.

### Solocarrière
Omdat Loman Idols had gewonnen, mocht hij een album opnemen. Dit album, Jamai, verscheen al snel en leverde een aantal hits op. Zijn debuutsingle was het nummer Step right up, dat een nummer 1-hit werd in Nederland. Verder was er ook het duet met Dewi: When You Walk in the Room. Zijn derde single, Wango Tango, flopte echter. Bij een internationale wedstrijd tussen alle landelijke Idols, World Idol, die eind 2003 plaatsvond, eindigde Jamai als laatste, met een vernietigend oordeel van de internationale jury.

### Musical
In januari 2004 maakte Loman zijn musicaldebuut. Hij vertolkte de rol van Jonathan in de musical Doornroosje in het Efteling-theater. In het seizoen 2004/2005 won hij voor zijn rol als winkelbediende Barnaby Tucker in de musical Hello Dolly een John Kraaijkamp Musical Award voor Aanstormend Talent. In 2005 nam Loman de rol van Simon Zealotus op zich in de musical Jesus Christ Superstar. Voor deze rol kreeg hij een nominatie voor een John Kraaijkamp Musical Award in de categorie 'Beste bijrol'.
In seizoen 2006/2007 was Loman alternate van Danny Yanga, die de rol van Vogelverschrikker speelde in The Wiz. Tevens speelde hij ook afwisselend met Jim de Groot de rol van The Wiz. Voor zijn rol Marius in de Nederlandse versie van Les Misérables in 2008 won hij John Kraaijkamp Musical Award in de categorie 'Beste bijrol'.
In september en oktober 2009 speelde Loman de rol van Bobby Goud in de M-Lab productie Urinetown. In het voorjaar van 2010 was hij te zien als Joseph in de musical Joseph and the Amazing Technicolor Dreamcoat in het Beatrix Theater in Utrecht. Hij nam geregeld de rol over van Freek Bartels. Van oktober 2010 tot en met februari 2011 was hij opnieuw in de musical Urinetown te zien in de rol van Bobby Goud. De productie reisde ditmaal door het hele land. In verband met stemproblemen werd Lomans rol in februari en maart 2011 overgenomen door Yoran de Bont.
In mei 2011 was Loman te zien in de korte productie Maria!, een musicalmash-up van klassiekers ter gelegenheid van het festival 50 jaar musical in M-Lab. Vanaf 17 december 2011 was Jamai naast Thomas de Bres en Christine van Stralen te zien in De Winnaar in M-Lab, een muziektheatervoorstelling over wat er gebeurt na het winnen van een tv talentenjacht. Jamai speelde niet alleen de hoofdrol, hij ontwikkelde de voorstelling ook samen met M-Lab en scriptschrijver Henk Rijks.
In januari 2012 nam Jamai naast acteur Steve Beirnaert de rol van Krakeel op zich in de musical Droomvlucht in Theater de Efteling. Hij speelde vanaf 20 januari tot 1 april twee voorstellingen per week de rol van Krakeel. Vanaf eind mei 2012 speelde Jamai Loman de rol van Chris in de musical Miss Saigon. Hij nam de rol tot het einde van de productie (8 juli 2012) over van Ton Sieben.
| Jaar      | Titel                                        | Rol                                             | Producent                            |
| --------- | -------------------------------------------- | ----------------------------------------------- | ------------------------------------ |
| 2004      | Doornroosje                                  | Jonathan                                        | Studio 100                           |
| 2004-2005 | Hello Dolly                                  | Barnaby Tucker                                  | V&V Entertainment                    |
| 2005-2006 | Jesus Christ Superstar                       | Simon Zealotus                                  | Stage Entertainment                  |
| 2006      | Musicals in Ahoy'                            | Solist                                          | Stage Entertainment                  |
| 2006-2007 | The Wiz                                      | Alternate Vogelverschrikker / Alternate The Wiz | Stage Entertainment                  |
| 2008-2009 | Les Misérables                               | Marius                                          | Stage Entertainment                  |
| 2009      | Urinetown                                    | Bobby Goud                                      | M-Lab                                |
| 2009-2010 | Disney's Sing-a-Long                         | Solist (Prins)                                  | Stage Entertainment                  |
| 2010      | Joseph and the Amazing Technicolor Dreamcoat | Alternate Joseph                                | Stage Entertainment                  |
| 2010-2011 | Urinetown                                    | Bobby Goud                                      | Stage Entertainment                  |
| 2011      | Maria!                                       | Teunis                                          | M-Lab                                |
| 2011-2012 | De Winnaar                                   | Emile                                           | M-Lab                                |
| 2012      | Droomvlucht                                  | Krakeel                                         | Stage Entertainment                  |
| 2012      | Miss Saigon                                  | Chris                                           | Stage Entertainment                  |
| 2012-2013 | Shrek                                        | Alternate Heer Farquaad                         | V&V Entertainment                    |
| 2013      | Disney in Concert                            | Solist                                          | Niehe van Lambaart Theaterproducties |
| 2014      | Musicals in Concert                          | Solist                                          | Stage Entertainment                  |
| 2015-2016 | The Christmas Show                           | Solist                                          | RTL Live Entertainment               |

### Televisie
In maart 2019 werd bekendgemaakt dat Loman Wendy van Dijk zou vervangen als presentator van The Voice Kids.
Verder presenteerde/presenteert Loman diverse programma's, waaronder Jetix Max, RTL Boulevard, The voice of Holland, Weet Ik Veel, It Takes 2, All Together Now, Secret Duets, Holland's Got Talent, LEGO Masters en Stars on Stage.

#### Presentator
- Jetix Max (2006-2007, Jetix) samen met Nicolette van Dam
- Waar is Elvis?! (2009, RTL 4) samen met Gordon
- Ik kom bij je eten (2009 & 2010, RTL 4)
- RTL Boulevard (2014, 2017, 2025, RTL 4) vervangende co-presentator/showbizzdeskundige
- The voice of Holland (2014-2019, RTL 4) backstage presentator tijdens de live shows
- Echt Waar?! (2015, RTL 4)
- Weet Ik Veel (2015-2016, RTL 4) medepresentator backstage
- Planet's Got Talent (2016-2017, RTL 4)
- Lekker slim (2016, RTL 5)
- It Takes 2 (2017-2018, RTL 4) samen met Gordon
- Time to Dance (2018, RTL 4) samen met Chantal Janzen[7]
- All Together Now (2019, RTL 4) samen met Chantal Janzen
- BankGiro Miljonairs (2019-2021, RTL 4) uitreiker prijs BankGiro
- Hoe zal ik het zeggen? (2019, RTL 4)
- The Voice Kids (2020-2021, vanaf 2026, RTL 4) samen met Martijn Krabbé (2020-2021), Quinty Misiedjan (vanaf 2026)
- Over Winnaars (2020, RTL 4)
- VriendenLoterij Miljonairs (2021-heden, RTL 4) uitreiker prijs Vriendenloterij
- Secret Duets (2021-heden, RTL 4)
- Domino Challenge (2022, RTL 4) eenmalig ter vervanging van Ruben Nicolai
- VriendenLoterij: De winnaars (2022-heden, RTL 4)
- Holland's Got Talent (2022-heden, RTL 4)  duopresentatie met Buddy Vedder[8]
- LEGO Masters (2022, RTL 4) duopresentatie met Andy Peelman (ter vervanging van Ruben Nicolai en Kürt Rogiers)
- Stars on Stage (2024-heden, RTL 4) duopresentatie met Buddy Vedder[9]

#### Overig
- Idols (2002-2003, RTL 4) – deelnemer & winnaar
- Claudia's Showboot (2006, VARA) – terugkerende gast/zanger
- Ranking The Stars (2007, BNN) – deelnemer
- Wie ben ik? (2008, SBS6) – gast
- Ik hou van Holland (2008, 2011 & 2013, RTL 4) – gast
- Laat ze maar lachen (2009, RTL 4) – gast
- Dancing with the Stars (2009, RTL 4) – deelnemer & winnaar van het vierde seizoen
- De TV Kantine (2009, RTL 4) – gastrol
- De beste zangers van Nederland (2010 – AVROTROS) – deelnemer
- Wie van de Drie (2010, Omroep MAX) – gastpanellid
- AVRO Musical Kerstgala (2010, AVRO) – solist
- Lang leve de tv! (2011, TROS) – deelnemer
- De Grote Improvisatieshow (2013-2017, RTL 4/RTL 5) – vast lid van het comedianteam
- Typisch Carlo & Irene (2014) – deelnemer
- The Passion (2014, EO, RKK) – de rol van Judas Iskariot in de 4e editie van het paas-spektakel
- Het zijn net mensen (2014) – deelnemer
- Alles mag op vrijdag (2014) – deelnemer
- Kerst op de Dam – zanger
- Sneeuwwitje en de zeven kleine mensen (1 januari 2015, RTL 4) – de rol van een van de 7 kleine mensen
- Alles mag op vrijdag (2015) – deelnemer
- Talenten Zonder Centen (2016) – kandidaat
- Zeesterren (2016) – teamcaptain
- Idols (2016-2017) – jurylid
- Zondag met Lubach (2016, VPRO) – Arjen Lubach
- Zullen we een spelletje doen? (2017) – deelnemer
- Een goed stel hersens (2017) – vormde een team met Holly Mae Brood
- Oh, wat een jaar! (2017) – muzikale gast
- The Big Music Quiz (2017) – deelnemer
- Keep It Cool (2017) – deelnemer
- Professor Nicolai en Dr. Beckand (2018) – gast
- Scrooge Live (2020) – als Neef Fred
- Onmogelijke duetten (2021) – deelnemer
- The Masked Singer (2021) – als cupido, deelnemer en winnaar
- Beat the Champions (2021) – deelnemer
- Top 4000 Muziekquiz (2021) – deelnemers-duo met Glen Faria
- Make Up Your Mind (2022) – deelnemer (drag)
- I Can See Your Voice (2022) – gastpanellid
- Oh, wat een kerst! (2022) – deelnemer in team Ruben
- Weet Ik Veel (2023) – deelnemer
- Make Up Your Mind (2023, 2025) – gastpanellid
- Hotel Hollandia (2023) – gast
- Ons kent Ons (2024) – deelnemer

### Nasynchronisatie
- Happy Feet in de rol van Mumble. Samen met moeder Norma Jean (Laura Vlasblom), vader Memphis (Stan Limburg) en Grote Liefde Gloria (Lottie Hellingman).
- Hop in de rol van Carlos & Phil.
- My Dad the Rock Star als Willy Zilla, de hoofdpersoon van deze snelle tekenfilmserie die wordt uitgezonden door Nickelodeon.
- Kikker en zijn vriendjes in de rol van Kikker. Een kindertekenfilmserie die wordt uitgezonden door de KRO.
- Rio in de rol van de papegaai Blu.
- The Muppets in de rol van Walter.
- Zak Storm: Super Pirate als Zak Storm. Deze tekenfilmserie wordt uitgezonden door RTL Telekids.
- Randy Cunningham, Ninja op school als Randy Cunningham. Deze tekenfilmserie wordt uitgezonden door Disney XD.
- Teenage Mutant Ninja Turtles als Casey Jones door Nickelodeon.
- Rio 2 in de rol van de papegaai Blu.
- Muppets Most Wanted in de rol van Walter.
- Alicia weet wat te doen! in de rol van Istinox Puper.
- UglyDolls in de rol van Lou.

## Discografie

### Albums
| Album met eventuele hitnotering(en) in de Nederlandse Album Top 100 | Datum van verschijnen | Datum van binnenkomst | Hoogste positie | Aantal weken | Opmerkingen |
| ------------------------------------------------------------------- | --------------------- | --------------------- | --------------- | ------------ | ----------- |
| Jamai                                                               | 2003                  | 05-07-2003            | 2               | 13           |             |
| Genoeg te doen                                                      | 2018                  | 31-03-2018            | 31              | 2*           |             |

Albums zonder hitnotering:
- Greatest moments, Idols album (2004)
- Superguppie zingt, naar aanleiding van de Kinderboekenweek (2005)
- Jesus christ superstar, Nederlands castalbum (2006)
- Doe een wens, 21-jarig bestaan van de Doe Een Wens Stichting(2010)

### Singles
| Single met eventuele hitnotering(en) in de Nederlandse Top 40 | Datum van verschijnen | Datum van binnenkomst | Hoogste positie | Aantal weken | Opmerkingen                                                                            |
| ------------------------------------------------------------- | --------------------- | --------------------- | --------------- | ------------ | -------------------------------------------------------------------------------------- |
| Step right up                                                 | 2003                  | 29-03-2003            | 1(7wk)          | 12           | 4x Platina / Best verkochte single van 2003 / Nr. 1 in de Single Top 100 / Alarmschijf |
| When you walk in the room                                     | 2003                  | 19-07-2003            | 7               | 5            | met Dewi / Nr. 7 in de Single Top 100                                                  |
| Wango tango                                                   | 2004                  | 14-02-2004            | tip8            | -            | Nr. 30 in de Single Top 100                                                            |
| Als je iets kan doen                                          | 06-01-2005            | 15-01-2005            | 1(4wk)          | 9            | als onderdeel van Artiesten voor Azië / Nr. 1 in de Single Top 100 / Alarmschijf       |
| Koningslied                                                   | 19-04-2013            | 27-04-2013            | 2               | 4            | als onderdeel van Nationaal Comité Inhuldiging / Nr. 1 in de Single Top 100            |
| Wake me up                                                    | 11-12-2013            | 21-12-2013            | 27              | 3            | Nr. 26 in de Single Top 100                                                            |
| Gevallen of gevlogen                                          | 2014                  | -                     |                 |              | Nr. 5 in de Single Top 100                                                             |

| Single met hitnotering(en) in de Vlaamse Ultratop 50 | Datum van verschijnen | Datum van binnenkomst | Hoogste positie | Aantal weken | Opmerkingen                                    |
| ---------------------------------------------------- | --------------------- | --------------------- | --------------- | ------------ | ---------------------------------------------- |
| Koningslied                                          | 2013                  | 11-05-2013            | 41              | 1            | als onderdeel van Nationaal Comité Inhuldiging |

## Prijzen
- De Gulden Vedel voor zijn hit Step Right up. De prijs, toegekend door de Nederlandse Vereniging van Dansleraren, is voor muziek van een Nederlandse artiest of groep waarop tijdens danslessen veel gedanst wordt.
- John Kraaijkamp Musical Award in de categorie 'Aanstormend Talent' voor zijn rol als Barnaby Tucker in Hello Dolly (2005)
- Nominatie voor de John Kraaijkamp Musical Award in de categorie 'Beste mannelijke bijrol in een grote musical' voor zijn rol als Simon in Jesus Christ Superstar (2006)
- John Kraaijkamp Musical Award in de categorie 'Beste mannelijke bijrol in een grote musical' voor zijn rol als Marius in Les Misérables (2008)
- Nominatie voor de John Kraaijkamp Musical Award in de categorie 'Beste mannelijke hoofdrol in een kleine musical' voor zijn rol als Bobbie Goud in Urinetown (2010)